# Bebida alcoólica

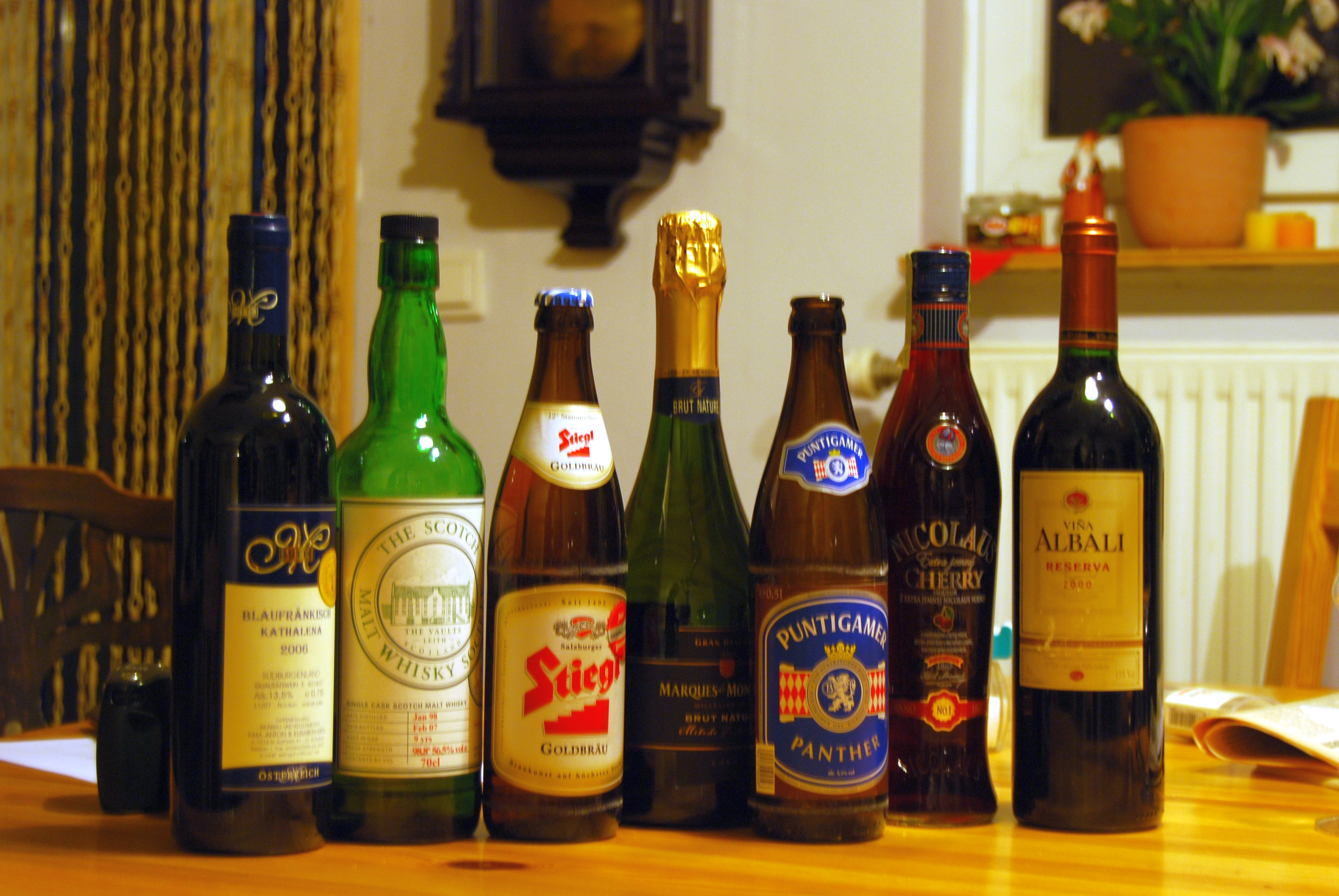
Uma seleção de bebidas alcoólicas (da esquerda para a direita): vinho tinto, uísque de malte, lager, vinho espumante, lager, licor de cereja e vinho tinto

Bebidas alcoólicas e suas relações de produção

Bebidas que contêm álcool costumam ser divididas em três categorias: cervejas, vinhos e destilados — com teor alcoólico entre 3% e 50%. Bebidas com menos de 0,5% são às vezes consideradas não alcoólicas.
Muitas sociedades têm uma distinta cultura de bebida, na qual as bebidas alcoólicas são integradas a festas. A maioria dos países conta com leis que regulamentam a produção, venda e consumo de bebidas alcoólicas. Alguns regulamentos exigem o rótulo com a porcentagem de álcool e o uso de alertas sobre o consumo. Alguns países proíbem o consumo de bebidas alcoólicas, mas elas são legais na maior parte do mundo. O movimento de temperança faz campanha contra o consumo de bebidas alcoólicas. A indústria mundial de bebidas alcoólicas superou US$ 1,5 trilhão em 2017. O álcool é uma das drogas recreativas mais utilizadas no mundo, e cerca de 33% de toda a população faz uso de álcool. Em 2015, nos Estados Unidos, 86% dos adultos consumiram álcool em algum momento, 70% consumiram no último ano e 56% no último mês. Vários outros animais são afetados pelo álcool de forma semelhante aos humanos e, caso consumam, repetirão o consumo se tiverem oportunidade, embora apenas humanos produzam bebidas alcoólicas intencionalmente.
O álcool é um depressor, que em doses baixas causa euforia, reduz a ansiedade e aumenta a sociabilidade. Em doses mais altas, causa embriaguez, estupor, inconsciência ou morte. O uso prolongado pode levar ao alcoolismo, aumento do risco de desenvolver vários tipos de câncer, doenças cardiovasculares e dependência física.
O álcool é classificado como carcinógeno grupo 1 pela Agência Internacional de Pesquisa em Câncer. Em 2023, a Organização Mundial da Saúde declarou que “o risco para a saúde do consumidor começa na primeira gota de qualquer bebida alcoólica”.

## História

### Pré-história
A descoberta de jarros da época paleolítica sugere que bebidas fermentadas intencionalmente existiam ao menos desde o período Neolítico.
A mais antiga cervejaria verificada foi encontrada em um sítio pré-histórico em uma caverna perto de Haifa, na região que hoje corresponde a Israel. Pesquisadores encontraram resquícios de cerveja de 13 000 anos que possivelmente teriam sido usadas em banquetes rituais para homenagear os mortos. Traços de uma bebida alcoólica à base de trigo e cevada foram detectados em pilões de pedra escavados no piso da caverna.

### Período antigo

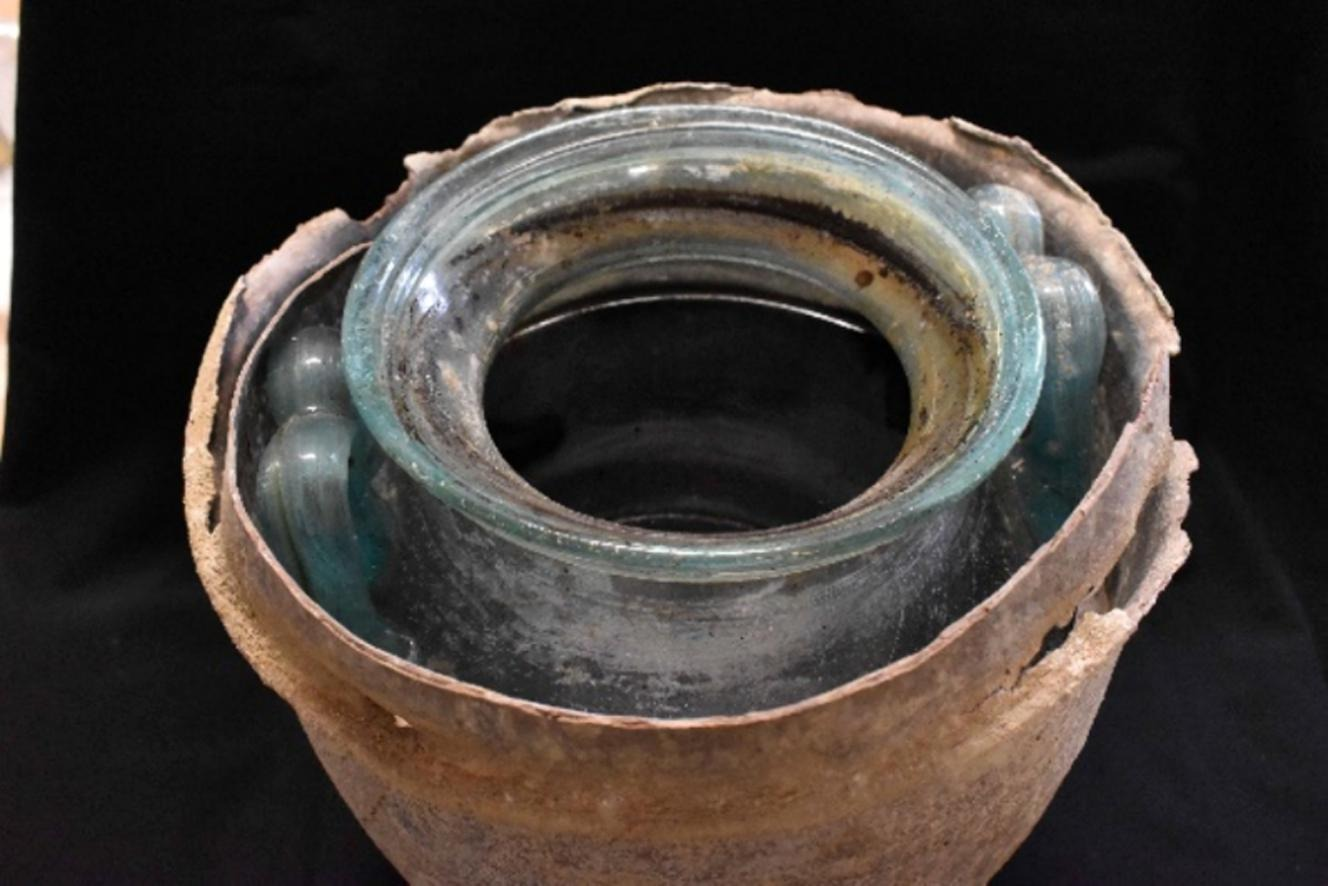
A Urna de Vinho de Carmona contém o vinho mais antigo do mundo (século I d.C.).

A Urna de Vinho de Carmona é uma urna romana de vidro do primeiro século que contém vinho intacto. Foi descoberta em 2019 em Carmona, Espanha, durante escavações na necrópole romana ocidental da cidade. Análises de seu conteúdo cinco anos depois determinaram que o recipiente continha o vinho mais antigo do mundo, superando o antigo detentor do recorde, a garrafa de vinho de Speyer (descoberta em 1867), por três séculos.
Provavelmente a cerveja era fabricada a partir de cevada há cerca de 13 mil anos no Oriente Médio. Plínio, o Velho escreveu sobre a “idade de ouro” da produção de vinho em Roma, no século II a.C. (200–100 a.C.), período em que vinhedos foram plantados.
Análises de jarros de cerâmica do período neolítico na vila de Jiahu (província de Henan, norte da China) revelaram resíduos de bebidas alcoólicas ali armazenadas. Testes químicos confirmaram a presença de uma bebida fermentada produzida a partir de vinho de uva e pilriteiro, hidromel e cerveja de arroz, datada de 7 000–5 600 a.C.
A evidência mais antiga de vinificação data de cerca de 6 000 a 5 800 a.C., na Geórgia, região do Cáucaso do Sul.
A mais antiga evidência de cerveja produzida a partir de cevada data de aproximadamente 3 500–3 100 a.C., no sítio de Godin Tepe, nas Montanhas Zagros, oeste do Irã.
Povos celtas produziam tipos de sidra alcoólica já em 3 000 a.C. e o vinho era consumido na Grécia Clássica no café da manhã ou durante simpósios, já no século I a.C.

### Período medieval

#### Oriente Médio medieval
Alquimistas muçulmanos medievais, como Jābir ibn Ḥayyān (Latim: Geber, século IX) e Abū Bakr al-Rāzī (Latim: Rhazes, c. 865–925), realizaram extensas experiências com a destilação de várias substâncias. A destilação de vinho é atestada em obras em árabe atribuídas a al-Kindī (c. 801–873 d.C.) e a al-Fārābī (c. 872–950), bem como no 28º livro de Kitāb al-Taṣrīf (mais tarde traduzido para o latim como Liber servatoris), de al-Zahrāwī (Latim: Abulcasis, 936–1013). No século XII, a técnica de destilação se espalhou do Oriente Médio para a Itália, onde o registro de bebidas alcoólicas destiladas data de meados daquele século.

#### Europa medieval
Na Itália, obras de Taddeo Alderotti (1223–1296) descrevem um método de concentração de álcool por meio da destilação fracionada repetida em um alambique resfriado com água. No início do século XIV, bebidas alcoólicas destiladas se difundiram por todo o continente europeu. A prática da destilação espalhou-se para Irlanda e Escócia até o século XV, assim como o costume europeu de destilar "aqua vitae" principalmente para fins medicinais.

### Período moderno inicial
Em 1690, a Inglaterra aprovou o "An Act for the Encouraging of the Distillation of Brandy and Spirits from Corn". Bebidas alcoólicas tiveram papel importante nas Treze Colônias desde o início, quando beber vinho e cerveja era mais seguro do que água — a qual geralmente vinha de fontes também usadas para descarte de esgoto e lixo. Nos Estados Unidos do início do século XIX, era comum o consumo de destilados.
A Whiskey Rebellion (também conhecida como Whiskey Insurrection) foi um protesto violento contra impostos nos EUA, de 1791 a 1794, durante a presidência de George Washington. O chamado "imposto do uísque" foi o primeiro imposto sobre um produto nacional instituído pelo recém-formado governo federal. Cerveja era difícil de transportar e estragava mais facilmente do que rum e uísque.

### Período moderno
A Rebelião do Rum de 1808 foi um golpe de estado na então colônia penal britânica da Nova Gales do Sul, levado a cabo pelo New South Wales Corps para depor o governador William Bligh. Foi o único golpe militar da história da Austrália, batizado pelo comércio ilegal de rum na Sydney do início do século XIX, sobre o qual o "Rum Corps" (como era chamado) mantinha monopólio. Na primeira metade do século XIX, era referido na Austrália como a "Grande Rebelião". Sistemas de monopólio de álcool têm longa história em diversos países, muitas vezes implementados para limitar a disponibilidade e o consumo de álcool visando saúde pública e bem-estar social.
O monopólio de álcool surgiu na cidade sueca de Falun, em 1850, para inibir o consumo excessivo e reduzir o lucro na venda de álcool. Posteriormente se espalhou pelo país em 1905, quando o parlamento sueco determinou que toda a venda de vodca passasse por monopólios locais de álcool. Em 1894, o Império Russo estabeleceu um monopólio estatal de vodca, tornando-se grande fonte de receita para o governo.
Mais tarde, no século XIX, houve oposição ao álcool em forma de movimento de temperança nos Estados Unidos, Reino Unido, Canadá, Escandinávia e Índia, que culminou em proibições nacionais no Canadá (1918 a 1920), na Noruega (apenas destilados, de 1919 até 1926), na Finlândia (1919 a 1932) e nos Estados Unidos (1920 a 1933), além de proibição local na Índia (1948 até hoje).

## Bebidas fermentadas

### Cerveja

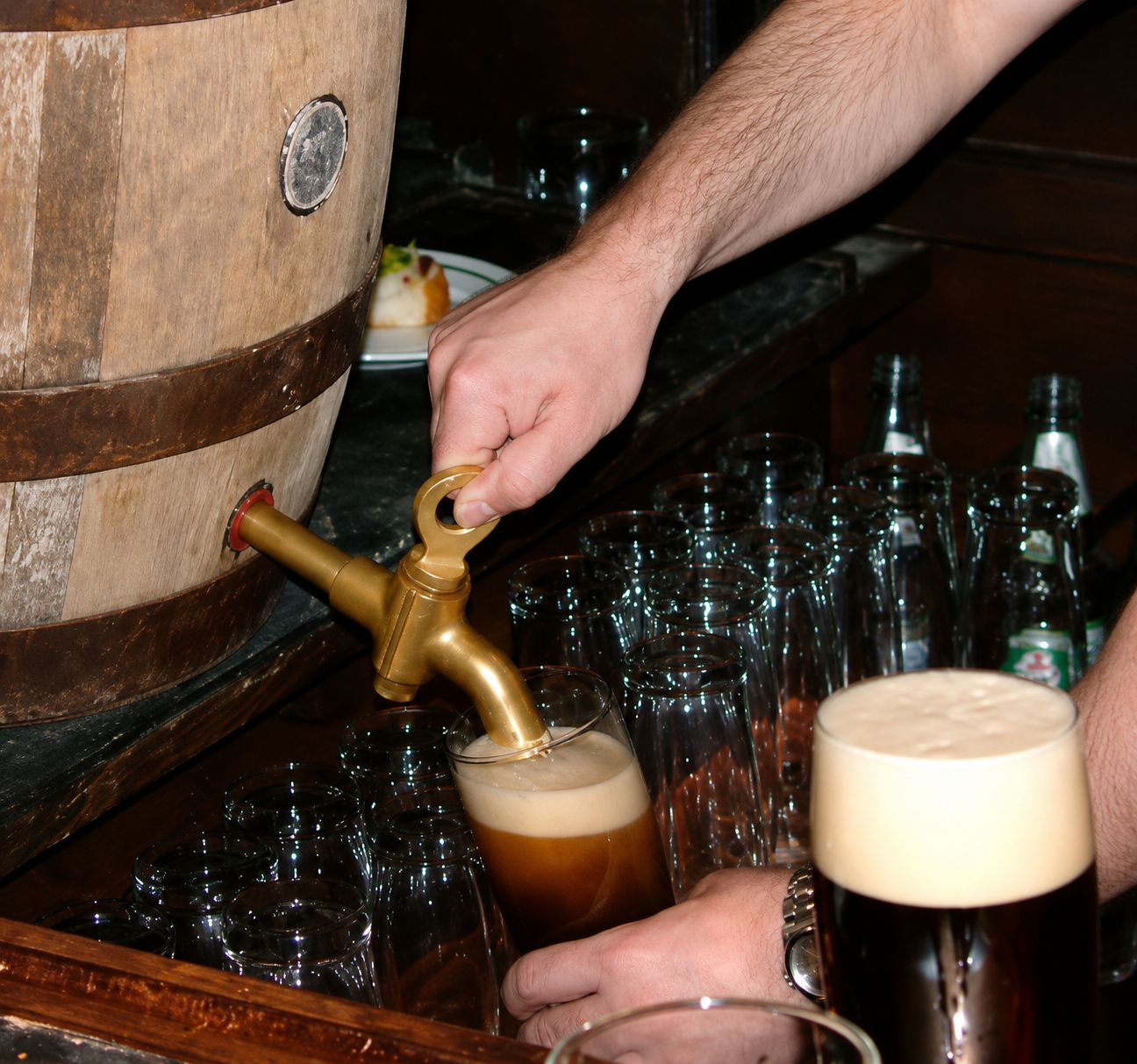
Schlenkerla Rauchbier, uma cerveja defumada tradicional, sendo servida de um barril para um copo

Cerveja é uma bebida fermentada a partir de cereais, geralmente cevada, ou uma mistura de vários grãos, aromatizada com lúpulo. A maioria é naturalmente carbonatada como parte do processo de fermentação. Se o mosto fermentado for destilado, a bebida torna-se um destilado. A cerveja é a bebida alcoólica mais consumida do mundo.

### Sidra
Sidra (/ˈsaɪdər/) é uma bebida fermentada alcoólica feita de suco de fruta, geralmente suco de maçã (mais comum), mas também de pêssego ou pera (“Perry”), entre outras frutas. O teor alcoólico varia entre 1,2% e 8,5% ABV ou mais, nas sidras inglesas tradicionais. Em algumas regiões, a sidra pode ser chamada de "vinho de maçã".

### Água fermentada
Água fermentada é uma solução de etanol em torno de 15–17% ABV, sem reserva doce, exclusivamente fermentada com açúcar refinado, levedura e água. Depois de clarificada, torna-se um líquido incolor ou quase incolor, sem sabor discernível além do etanol.

### Hidromel
Hidromel é uma bebida alcoólica fermentada a partir de mel e água, às vezes com frutas, especiarias, grãos ou lúpulo. O teor alcoólico pode variar de 3% a mais de 20%. O que define o hidromel é que a maior parte do açúcar fermentável é derivada do mel. Hidromel também pode ser chamado de "vinho de mel".

### Pulque
Pulque é a bebida fermentada mesoamericana feita a partir da “água-mel” do maguey, Agave americana. Pulque pode ser destilado para produzir tequila ou mezcal.

### Vinho de arroz
Vinho de arroz é uma bebida fermentada ou até destilada a partir de arroz, consumida no Leste Asiático, Sudeste Asiático e Sul da Ásia. Saque, huangjiu, mijiu e cheongju são exemplos populares de vinhos de arroz no Leste Asiático.

### Vinho

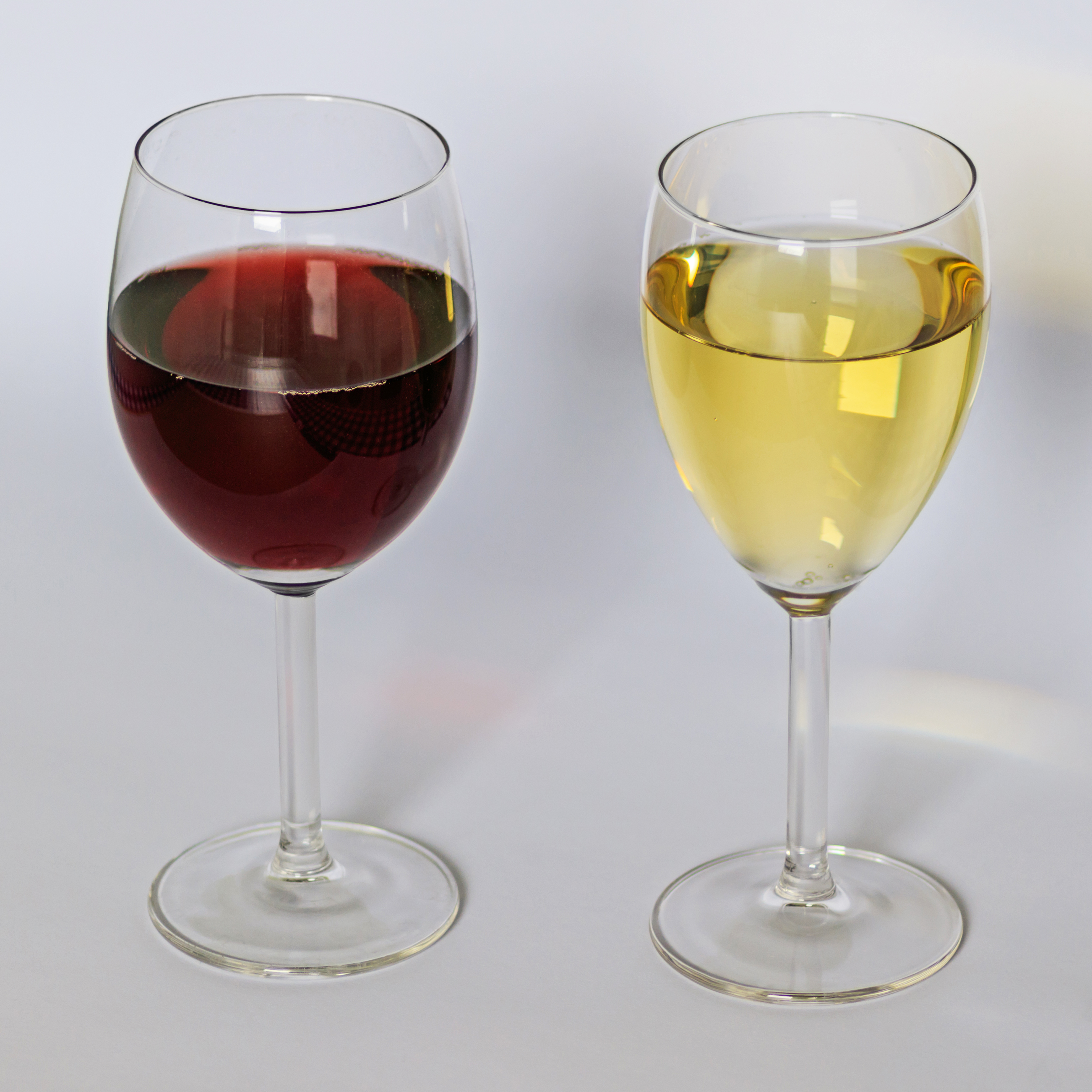
Taças de vinho tinto (esquerda) e vinho branco (direita)

Vinho é uma bebida fermentada, normalmente produzida a partir de uvas. Envolve um processo de fermentação mais longo que a cerveja e, muitas vezes, um processo de envelhecimento (meses ou anos), resultando em um teor alcoólico de 9% a 16% ABV.
Vinhos espumantes, como Champanhe, Cava ou Prosecco passam por fermentação secundária.
Vinho de fruta é feito de outras frutas além de uvas, como ameixa, cereja ou maçã.

## Bebidas destiladas

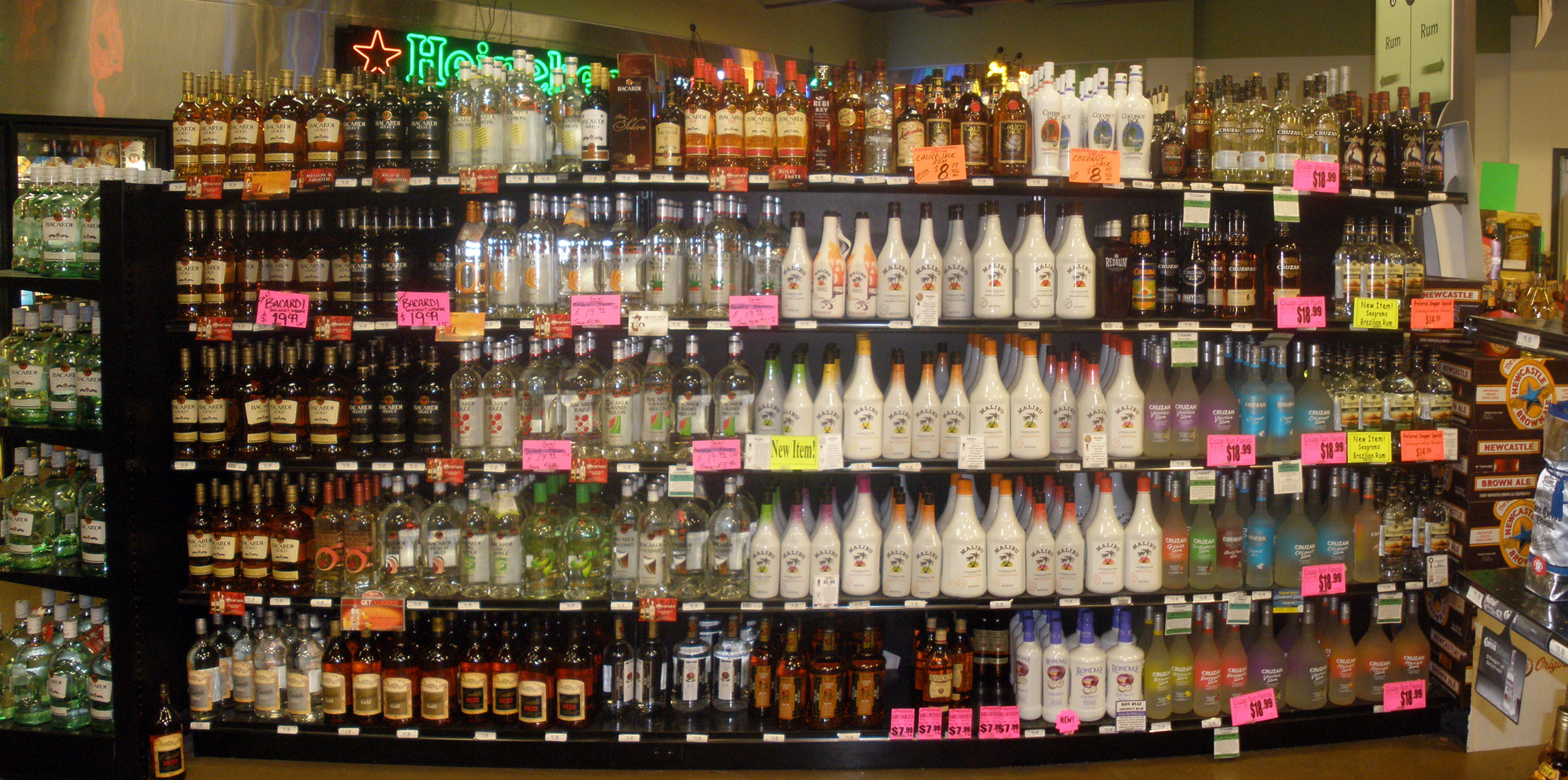
Expositor de rum em uma loja de bebidas

Bebidas destiladas (também chamadas de "destilados" ou "espirituosas") são produzidas por meio da destilação do etanol obtido na fermentação alcoólica de grãos, frutas ou vegetais. Bebidas destiladas sem adição de açúcar e com teor alcoólico mínimo de 20% ABV são chamadas de espirituosas. Exemplos incluem conhaque, gim, mezcal, rum, tequila, vodca, uísque (ou whisky), baijiu, shōchū e soju. A destilação remove parte dos congêneres. Destilação por congelamento concentra etanol junto a metanol e álcoois fusel em bebidas como applejack.
Vinho fortificado é um vinho (por exemplo, vinho do Porto ou xerez) ao qual se adiciona uma bebida destilada (geralmente conhaque). É diferente de destilados de vinho porque estes são obtidos pela destilação, enquanto o vinho fortificado recebe adição de destilado. Há diversos estilos de vinho fortificado, incluindo Porto, xerez, Madeira, Marsala, commandaria e vermute.

### Álcool retificado
Álcool retificado (ou "espírito neutro") é um álcool purificado por meio de “retificação” (destilação repetida). O termo “neutro” refere-se à falta de sabor — sabores estariam presentes se a concentração de álcool fosse menor. Outros destilados, como uísque, são destilados a menor grau alcoólico para preservar o sabor do mosto.
O álcool retificado é um líquido incolor, inflamável, que pode chegar a 95% ABV. Muitas vezes é usado com fins farmacêuticos, podendo derivar de grãos ou outras plantas. Também é usado em drinques, licores e tinturas, além de atuar como solvente doméstico.

### Congêneres
Na indústria de bebidas alcoólicas, “congêneres” são substâncias produzidas durante a fermentação alcoólica. Incluem pequenas quantidades de álcoois desejáveis (como propanol e 3-metil-1-butanol) e indesejáveis (como acetona, acetaldeído e glicóis). Congêneres contribuem para o sabor e aroma em destilados e também em bebidas não destiladas. Essas substâncias possivelmente contribuem para os sintomas de ressaca. Taninos presentes em vinhos trazem adstringência e são descritos como amargos ou herbáceos. São importantes para estrutura e longevidade do vinho.

## Bebidas mistas e outras
Um coquetel ou “bebida mista” é aquela em que dois ou mais ingredientes são misturados, geralmente com álcool.

### Alcopops
Um alcopop (ou “cooler”) é qualquer bebida alcoólica com teor relativamente baixo (3–7% ABV), que pode incluir:
1. Bebidas maltadas com adição de sucos de frutas ou aromatizantes
2. Wine coolers: vinhos aos quais se adicionam sucos de frutas ou outros aromatizantes
3. Drinques com bebidas destiladas e líquidos doces, como sucos de frutas ou outros sabores[43]

### Álcool em pó
Álcool em pó é um produto feito geralmente por microencapsulamento. Ao ser reconstituído com água, transforma-se em uma bebida alcoólica.

## Quantidade de consumo

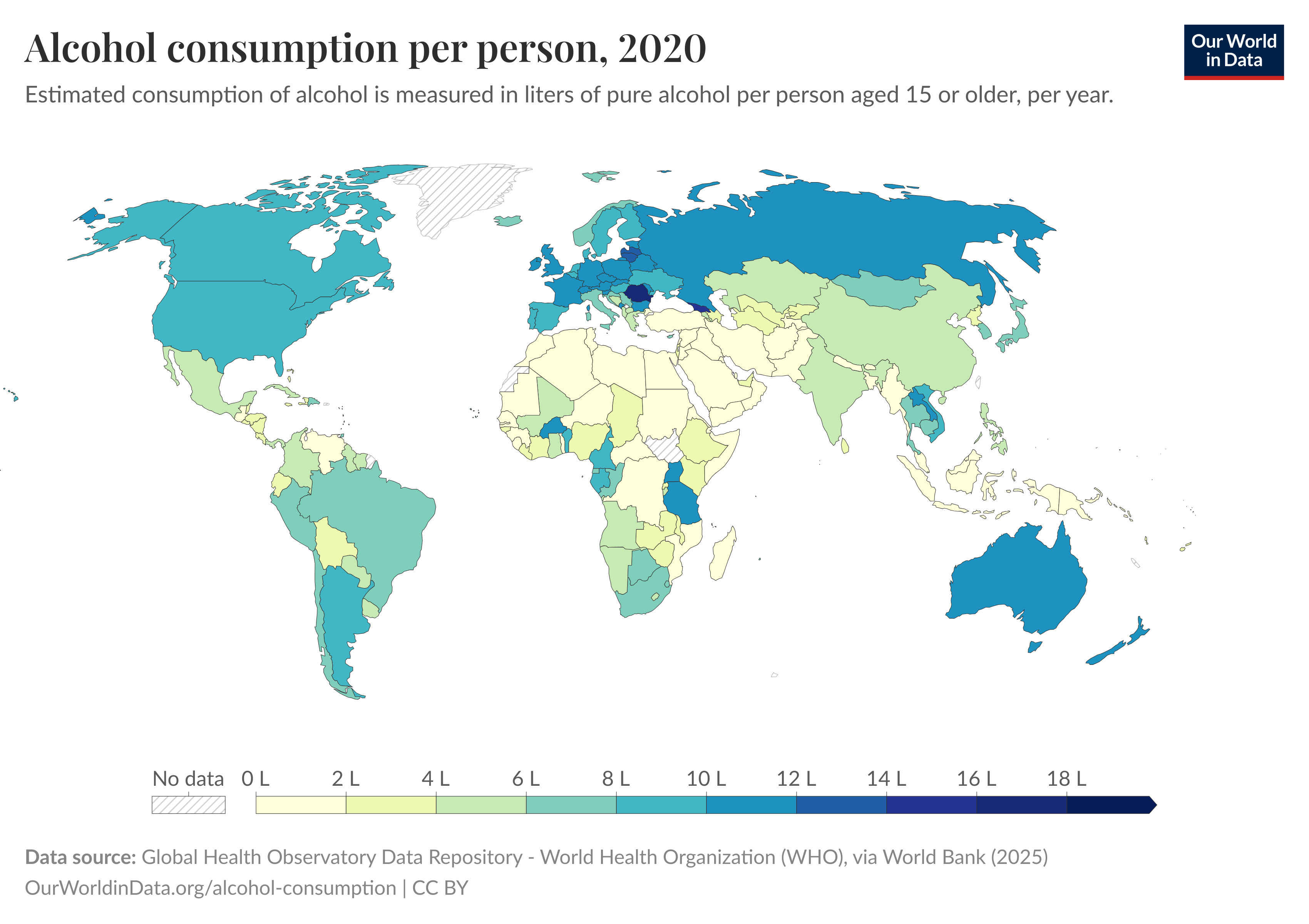
Consumo de álcool per capita em 2016. Medido em litros de álcool puro por pessoa com 15 anos ou mais.

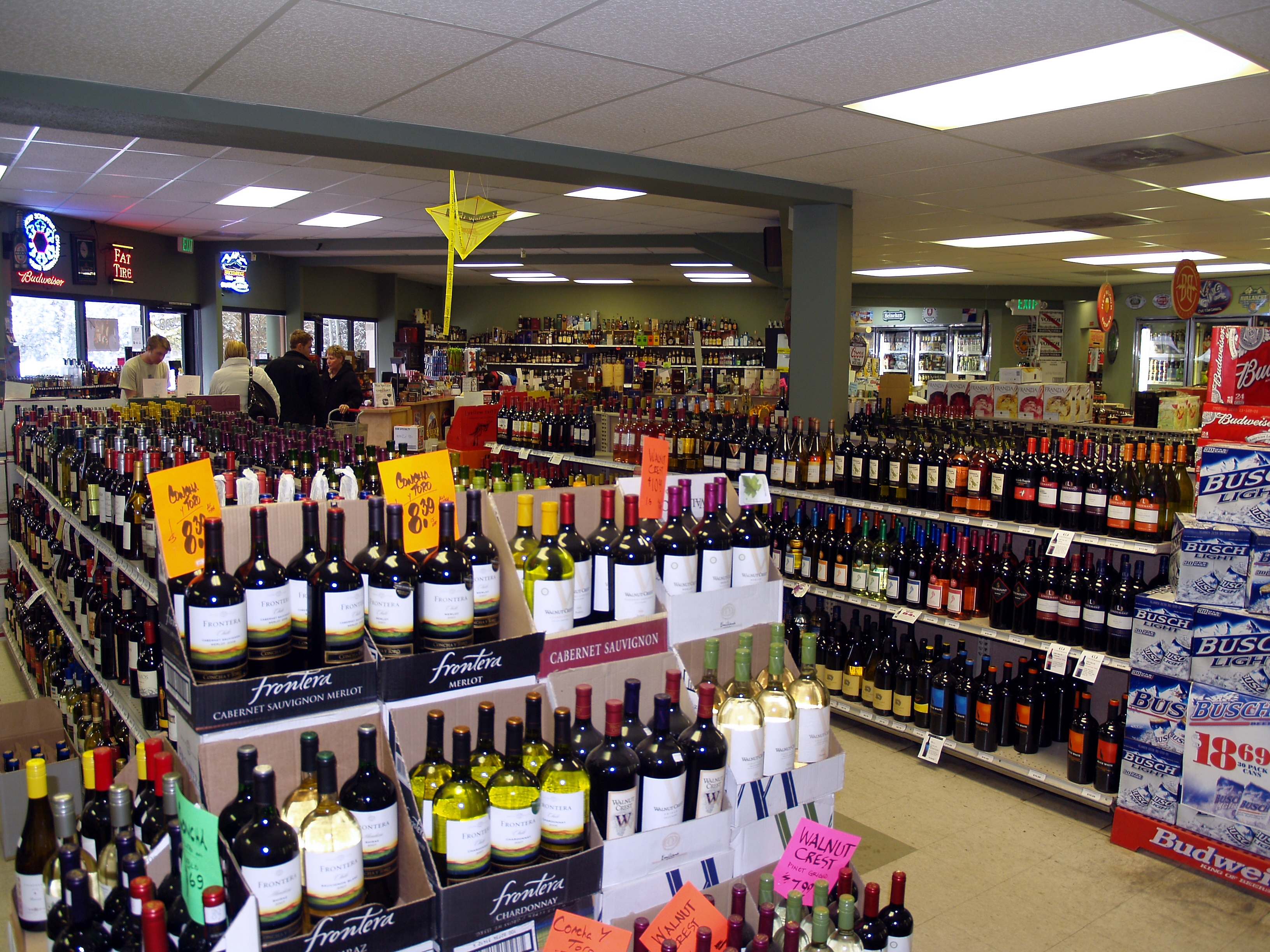
Uma loja de bebidas nos EUA. As vendas globais de bebidas alcoólicas superaram US$ 1,5 trilhão em 2017.

A média global de consumidores de álcool em 2016 era 39% para homens e 25% para mulheres (2,4 bilhões de pessoas). Mulheres bebem em média 0,7 doses por dia, enquanto homens bebem 1,7. As taxas variam consideravelmente em diferentes regiões do mundo.

Prevalência padronizada por idade de consumo atual de bebida para mulheres (A) e homens (B), em 2016, em 195 locais[4]
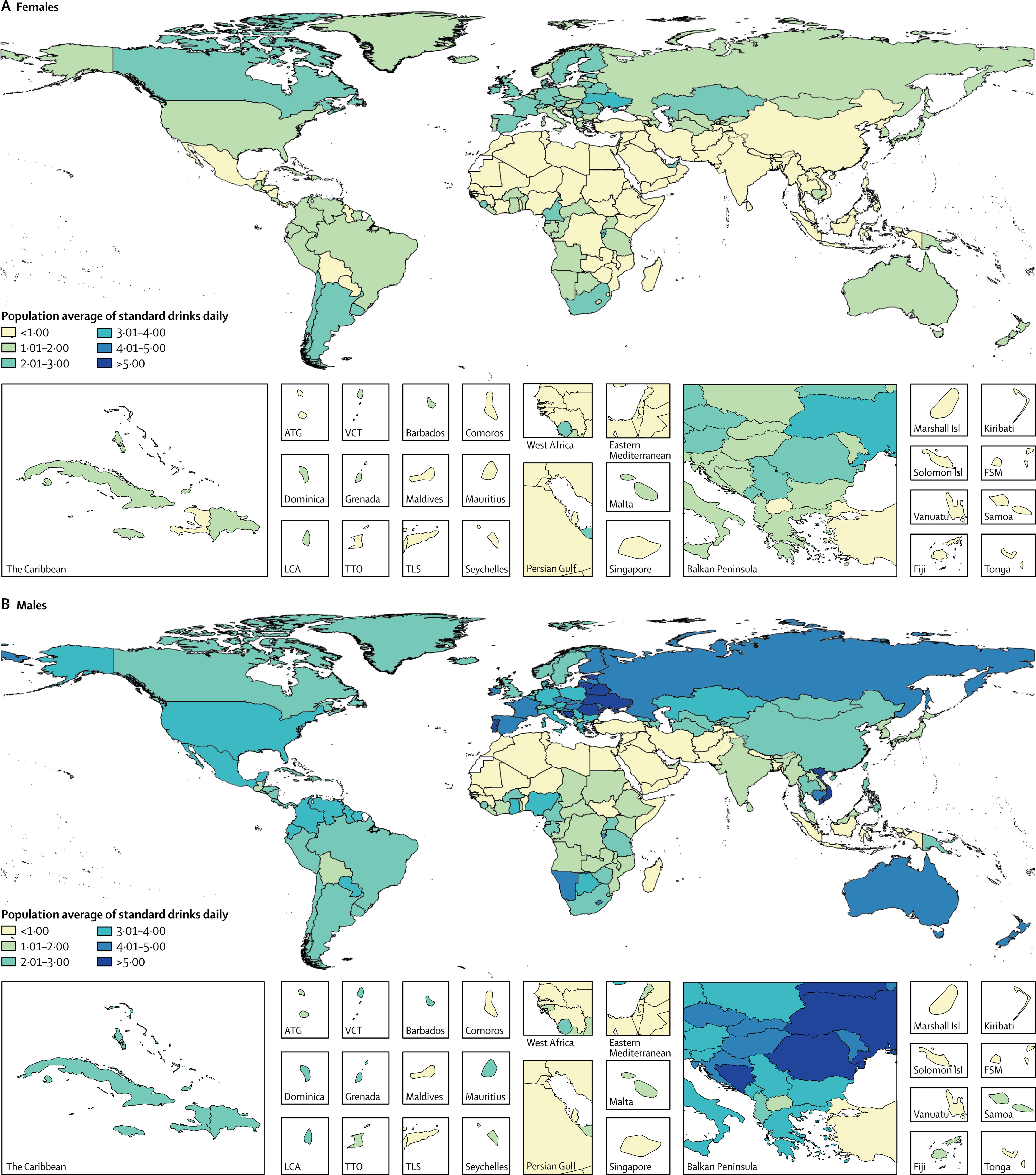
Média de doses (10 g de etanol puro por dose) consumidas por dia, padronizada por idade, para mulheres (A) e homens (B), em 2016, em 195 locais

## Usos

### Atividades

#### Jogos de beber
Jogos de beber são brincadeiras que envolvem o consumo de bebidas alcoólicas e, muitas vezes, a embriaguez resultante. Há registros de jogos de beber desde a Antiguidade. Em algumas instituições, como faculdades e universidades, esses jogos são proibidos.

#### Festivais

##### Festivais de cerveja
É um evento em que diversos tipos de cerveja são colocados à venda, geralmente com algum tema específico (p.ex., determinada região ou estilo).

##### Festivais de vinho
Ocorre anualmente para celebrar a viticultura e normalmente acontece após a colheita das uvas, que no hemisfério norte ocorre ao final de setembro e segue até outubro ou depois. São comuns na maior parte das regiões produtoras de vinho do mundo, na tradição de outros festivais de colheita.

#### Degustação

##### Degustação de cerveja
E uma forma de conhecer a história, ingredientes e modos de produção da cerveja, bem como seus diferentes estilos, lúpulos, leveduras e apresentação. Analisa-se aparência, aroma e sabor, para então avaliar a qualidade geral.

##### Degustação de vinho
É o exame e a avaliação sensorial do vinho. Embora seja prática antiga, a metodologia formal consolidou-se desde o século XIV. Avaliam-se aromas, sabores e características gerais do vinho.

#### Turismo

##### Turismo de cerveja
Consiste em turismo com motivação principal de visitar cervejarias, festivais de cerveja, eventos e atividades relacionadas à produção e ao consumo de cerveja.

##### Enoturismo
Enoturismo ou “wine tourism” refere-se ao turismo cujo propósito inclui provar, consumir ou comprar vinho, muitas vezes perto da fonte de produção, visitando vinícolas, fazendo degustações, caminhadas em vinhedos ou participando da colheita.

### Alimentação

#### Aperitivos e digestivos
Um aperitivo é qualquer bebida alcoólica servida antes da refeição para estimular o apetite, enquanto um digestivo é servido após a refeição, supostamente para auxiliar a digestão. Vinho fortificado, licor e champanhe seco são aperitivos comuns, geralmente secos para não afetar o apetite. Digestivos incluem conhaque, vinhos fortificados e bebidas herbais (por exemplo, Drambuie).

#### Culinária

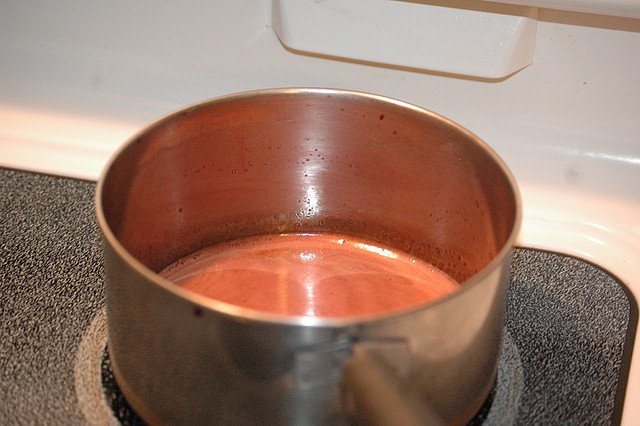
Redução de vinho tinto, cozinhando-o no fogão. Parte da água e a maior parte do álcool evaporam, concentrando o sabor de vinho.

O etanol puro tem gosto amargo, embora algumas pessoas o considerem doce. Contudo, é um solvente moderadamente efetivo para muitas substâncias e óleos essenciais, facilitando o uso de compostos aromatizantes e corantes em bebidas destiladas para mascarar o sabor do álcool. Alguns sabores provêm das matérias-primas; cerveja e vinho podem ser aromatizados antes da fermentação, enquanto destilados podem receber sabor antes, durante ou após a destilação. Em certos casos, a bebida envelhece meses ou anos em barris de carvalho (americano ou francês). Alguns destilados ainda podem ter frutas ou ervas imersas no momento do envase.
O vinho é importante na culinária não apenas como bebida acompanhante, mas como agente aromatizante, principalmente em caldos e cozimento lento, pois sua acidez traz equilíbrio para pratos ricos em sabor. Molho de vinho é um exemplo de molho culinário em que o vinho é ingrediente principal. O teor alcoólico de vinhos naturais pode variar de menos de 9% até mais de 16% ABV, enquanto vinhos fortificados podem ultrapassar 20%.

#### Conservante de alimentos
O álcool já foi usado como conservante de alimentos.

#### Comidas de acompanhamento
Termos para comidas servidas com bebidas alcoólicas:
- Anju — termo coreano para comidas que acompanham bebida
- Kap klaem — termo tailandês para petiscos servidos com bebida
- Sakana — termo japonês para petiscos servidos com bebida

#### Produção de vinagre
Vinagre (“vin aigre”; “vinho azedo”) é uma solução aquosa de ácido acético e compostos-traço que podem incluir aromatizantes. Geralmente contém de 5% a 18% de ácido acético. É produzido por uma dupla fermentação, que converte açúcar simples em etanol (via leveduras) e depois etanol em ácido acético (via bactéria do ácido acético).
Vários materiais podem originar vinagre: frutas, grãos, bebidas alcoólicas e outras substâncias fermentáveis.
- Vinagre de maçã é feito de cidra de maçã.[57]
- Vinagre de arroz é feito de vinho de arroz.

#### Harmonização de vinho e comida

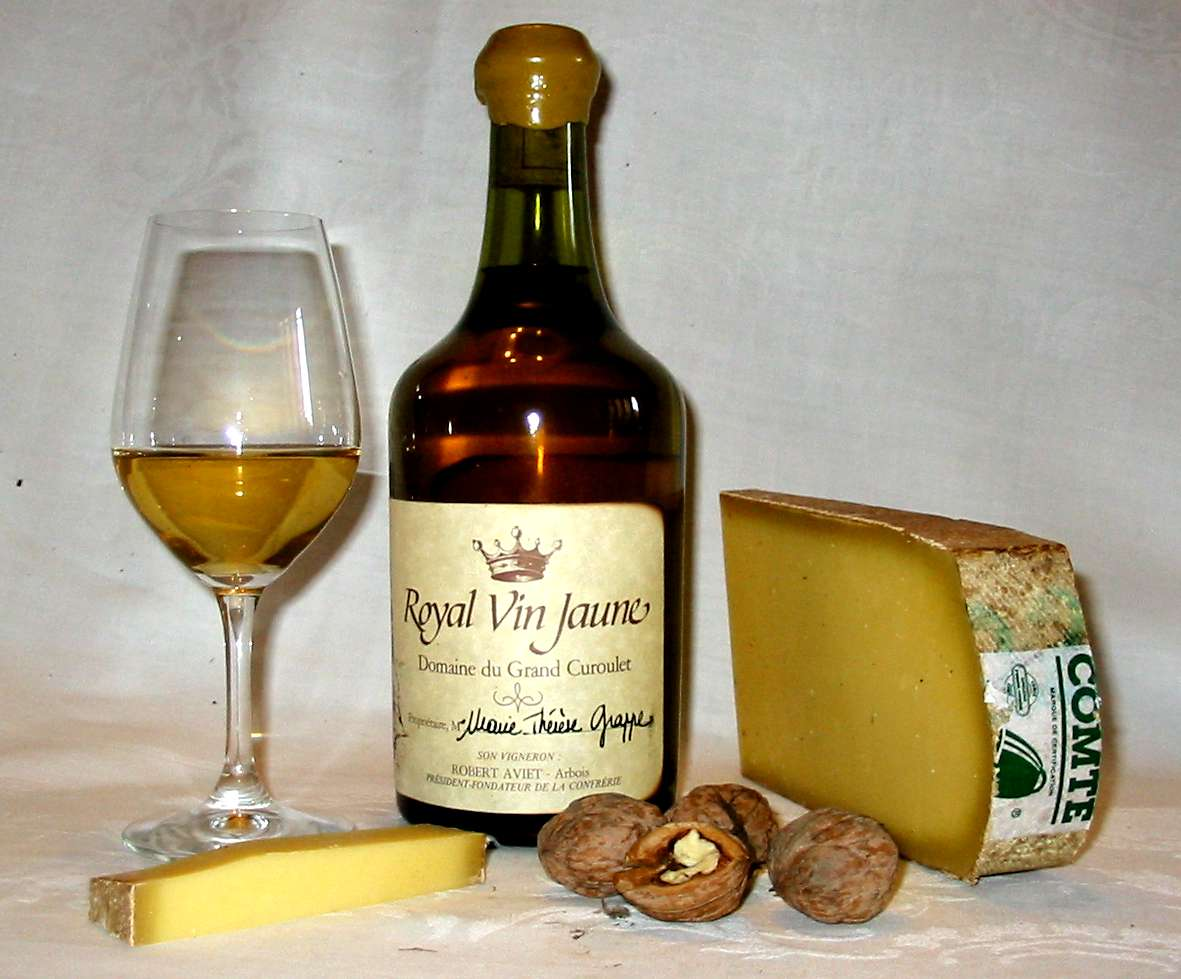
Uma harmonização de vin jaune com nozes e queijo Comté

Harmonização de vinho e comida é o processo de combinar pratos e vinho para potencializar a experiência gastronômica. Em muitas culturas, o vinho foi historicamente parte importante das refeições, e há uma evolução conjunta de tradições culinárias e vinícolas. Em vez de regras rígidas, seguiam-se costumes locais (vinho local com comida local). A abordagem moderna da harmonização, com guias e escalas de sabores, surgiu mais recentemente, mas a escolha final ainda é subjetiva, pois depende do paladar individual.

### Ofertas

#### Santos populares
Bebidas alcoólicas são oferecidas comumente a Maximón e Santa Muerte.

#### Religioso

##### Libação
Uma libação é o ato ritual de oferecer líquido (ou grãos) a uma divindade ou espírito, ou em memória de mortos. Era comum em muitas religiões da Antiguidade e segue presente em algumas culturas. Geralmente utiliza-se vinho ou outras bebidas alcoólicas.

###### África

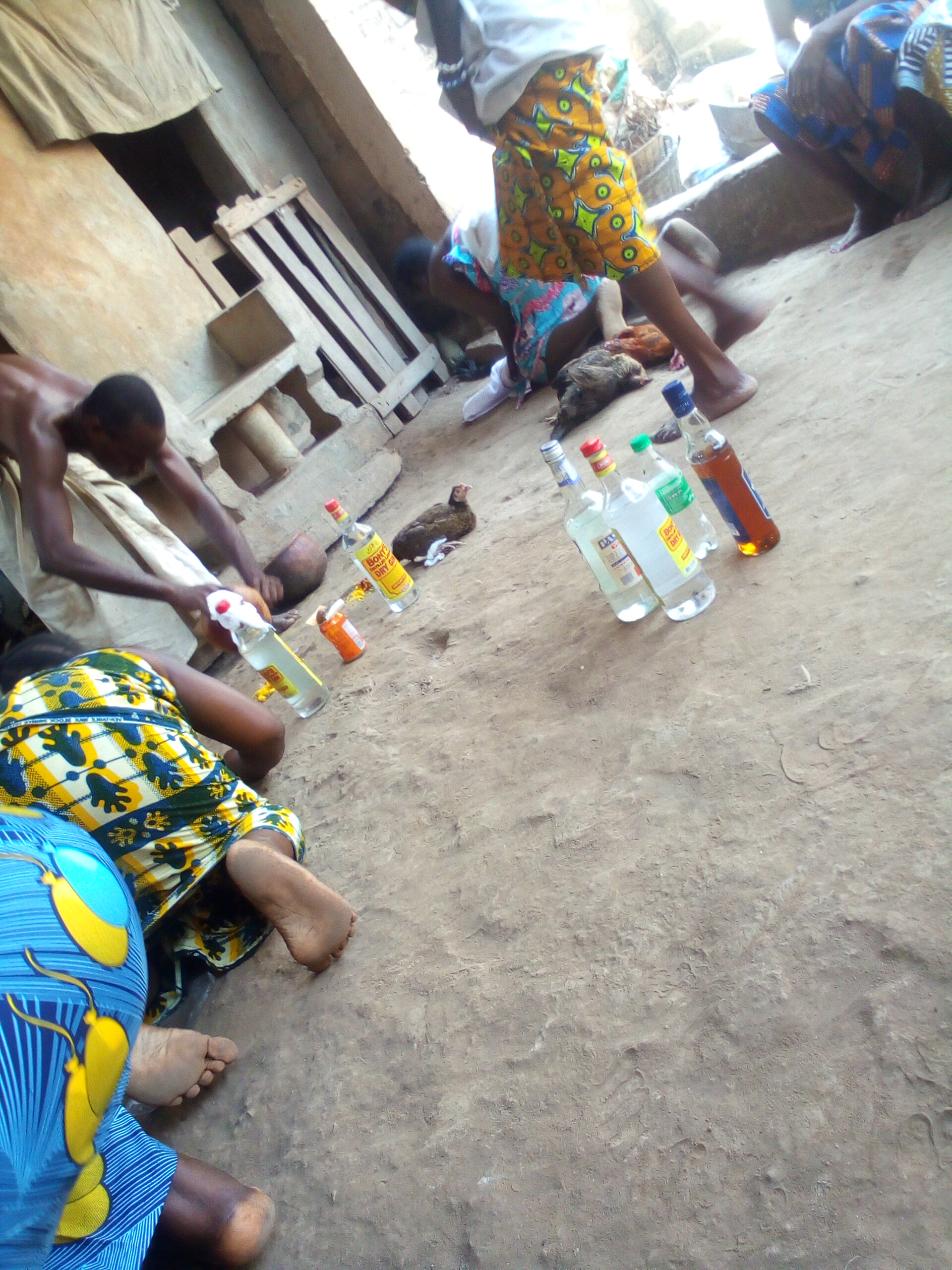
Orações e libações com gim em uma comunidade no sul do Benim

A libação fazia parte da sociedade egípcia antiga, sendo oferenda para agradar divindades, ancestrais, pessoas presentes e ausentes e o ambiente. Sugere-se que a libação tenha se originado no alto Vale do Nilo e se espalhado por outras regiões da África e do mundo. Segundo Ayi Kwei Armah: “Essa lenda explica o surgimento de um costume propiciatório encontrado em todo o continente africano: a libação, o derramamento de álcool ou outras bebidas como oferenda aos ancestrais e divindades.”

###### Américas
Nas culturas quechua e aimará dos Andes, é comum derramar um pouco da bebida no chão antes de beber, como oferenda à Pachamama (Mãe Terra). Isso vale especialmente para chicha. O ritual, conhecido como challa, é feito com frequência antes das refeições ou em festas. O escritor Bernardino de Sahagún (século XVI) registrou o ritual asteca associado ao consumo de octli:
Fazia-se a libação desta forma: quando se bebia octli, quando se provava o novo octli, quando alguém acabava de preparar octli... ele chamava as pessoas. Colocava-o em um recipiente diante do fogo, junto com pequenas xícaras para beber. Antes de alguém beber, ele pegava octli com uma xícara e então derramava diante do fogo; derramava o octli nas quatro direções. E, depois de derramar, todos bebiam.

##### Vinho sacramental no Cristianismo

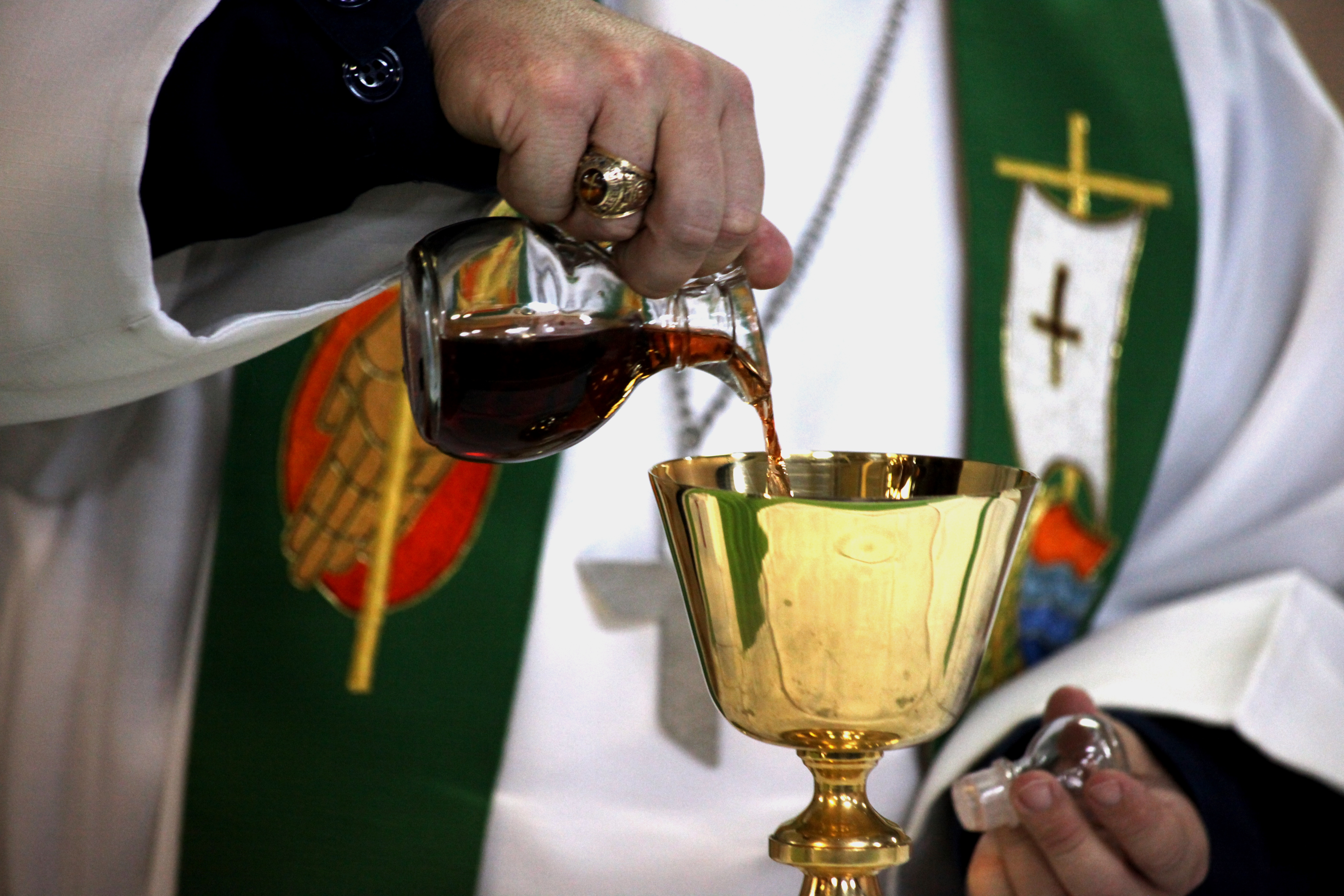
Um capelão vertendo vinho sacramental de um cruet em um cálice

A quantidade de vinho sacramental consumida durante a Eucaristia é normalmente limitada a um pequeno gole, insuficiente para elevação mensurável do teor alcoólico no sangue e não levando à embriaguez.

###### Igreja Católica
Segundo a Igreja Católica, o vinho sacramental deve conter álcool. O cân. 924 do Código de Direito Canônico (1983) diz:
§3 O vinho deve ser natural, feito de uvas, sem corrupção.

###### Luteranismo
No luteranismo, o Catecismo ensina:

289. Quais são os elementos visíveis no Sacramento?

Os elementos visíveis são pão e vinho.
935. Mt 26:26-27 Jesus tomou o pão... Então Ele tomou o cálice.

Nota: “O fruto da videira” (Lc 22:18) na Bíblia se refere a vinho, não suco de uva. Ver também 1Co 11:21.
Em algumas igrejas luteranas (ELCA), coloca-se suco de uva à disposição de crianças ou de quem se abstém do álcool, e, ocasionalmente, há opção para pessoas alérgicas a glúten ou trigo.

### Tintura

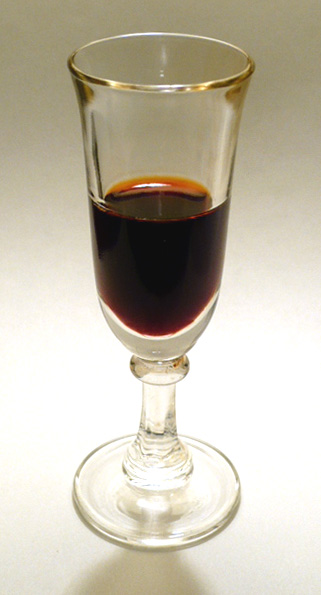
Tintura preparada de casca de salgueiro-branco e etanol, contendo salicina (de onde deriva o ácido salicílico)

Uma tintura é normalmente um extrato de material vegetal ou animal dissolvido em etanol (álcool etílico). Concentrações entre 25% e 60% são comuns, podendo chegar a 90%. Em química, “tintura” é uma solução cujo solvente é etanol. Na fitoterapia, tinturas de plantas usam diferentes graus de etanol, exigindo ao menos 20% para fins de preservação.

### Outros
Uma bebida flamejante pode ser incendiada para fins estéticos ou de entretenimento.

## Medição de álcool
Medição de álcool refere-se às unidades utilizadas para determinar a quantidade de álcool em bebidas. A concentração alcoólica costuma ser expressa em álcool por volume (ABV), podendo variar desde menos de 0,1% em sucos de frutas até quase 98% em casos raros de destilados. Para quantificar o consumo de álcool, utiliza-se “dose padrão”, embora a definição varie de país para país.

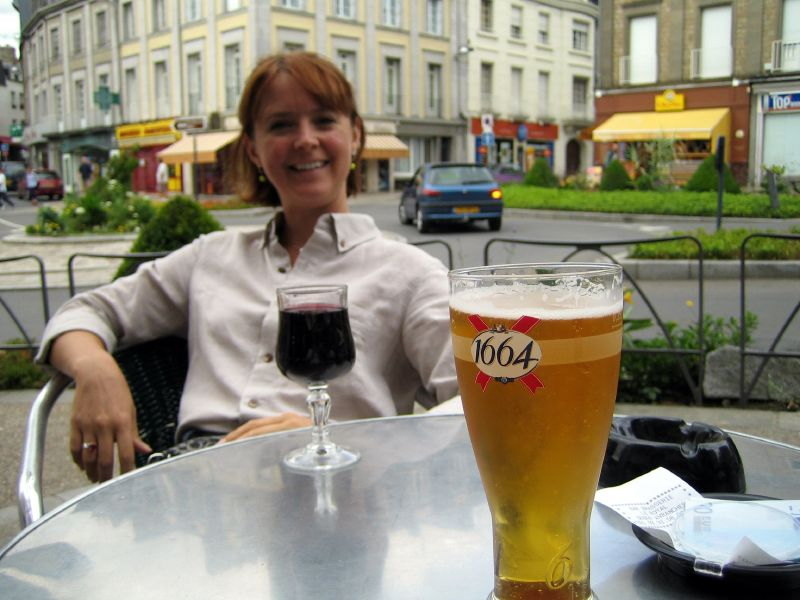
Vinho (esquerda) e cerveja (direita) são servidos em taças diferentes.

## Profissões
- Sommelier de vinhos
- Enólogo

## Leis
As leis sobre álcool regulamentam a fabricação, embalagem, rotulagem, distribuição, venda e consumo de bebidas alcoólicas, além do limite de álcool no sangue para motoristas, recipientes abertos e transporte de bebida. Em geral, buscam reduzir impactos negativos do álcool na saúde pública e na sociedade. Dentre outras medidas, definem a idade legal para beber, variando entre 15 e 21 anos, às vezes dependendo do tipo de bebida. Alguns países não têm idade legal para beber ou comprar, mas a maioria fixa 18 anos.
Alguns, como os EUA, estabelecem 21 anos como idade mínima em todos os estados, maior que a maioridade civil (18). Leis podem exigir a venda apenas em lojas licenciadas, monopólios estatais ou pubs, muitas vezes associadas a tributação extra (aumentando o preço e reduzindo a demanda). Também podem restringir horários ou dias (“blue laws”) para venda ou consumo, como ocorre com o “last call” em bares dos EUA e Canadá. Em certos locais, proíbe-se vender álcool a pessoas já embriagadas. A maioria das jurisdições proíbe conduzir embriagado.
Em países com lei islâmica, o consumo de álcool é crime, exceto para não muçulmanos em alguns casos.

### Crimes relacionados ao álcool

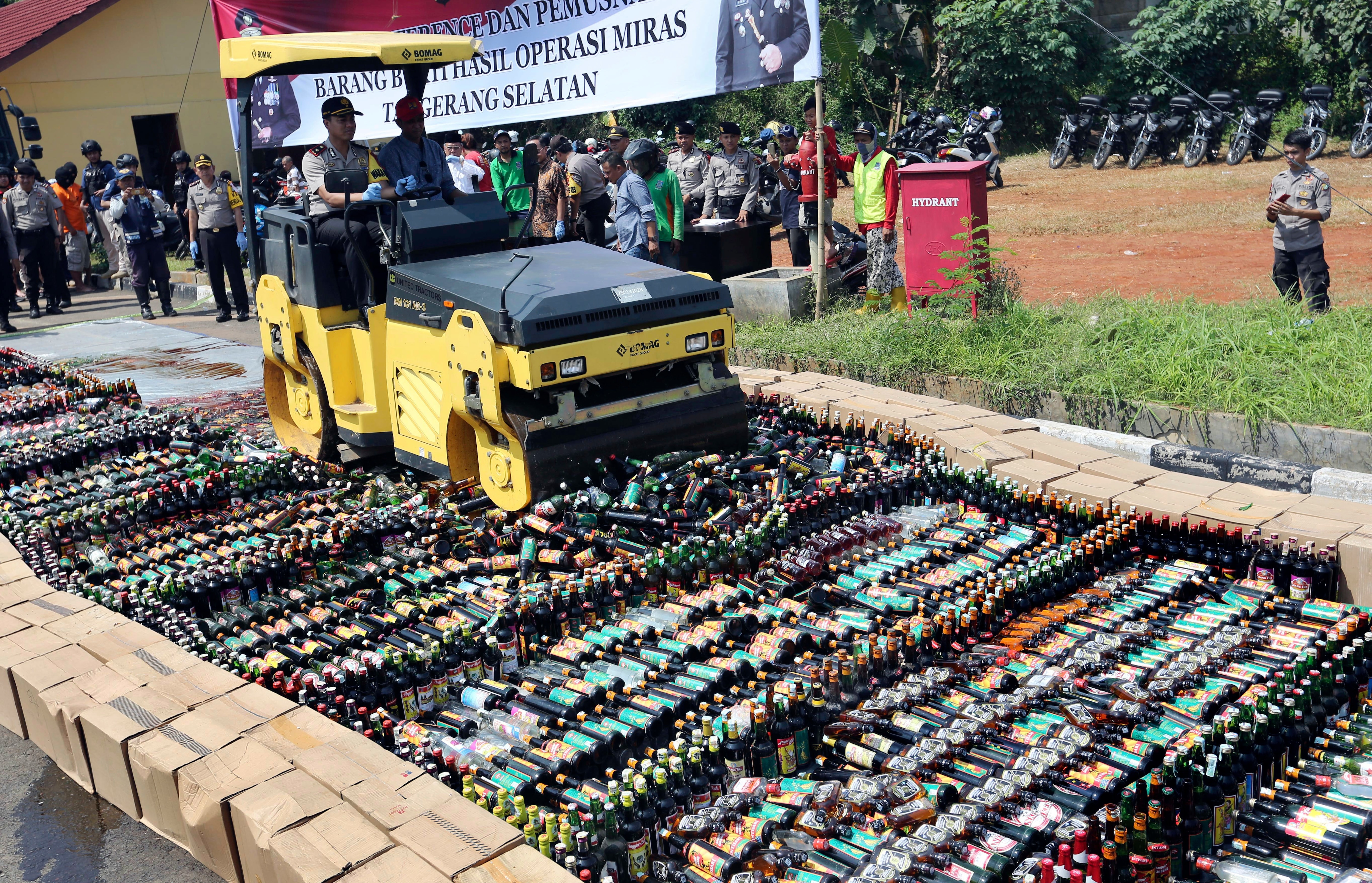
Policiais usam um rolo compressor para destruir garrafas de álcool ilegal apreendido em Serpong, próximo a Jacarta (Indonésia), 13 de abril de 2018.

Álcool está envolvido em contrabando (atividade de transportar ilegalmente bebidas onde é proibida).
Fraude de vinhos refere-se a adulterações (por ex., adição de sucos baratos ou substâncias prejudiciais) para falsificar vinhos.
Moonshine (destilado clandestino) é ilegal na maior parte dos países. Durante a Lei Seca nos EUA, produzia-se à noite (“moonshine”) para evitar detecção. Depois de destilado, motoristas (“runners” ou “bootleggers”) transportavam o produto em carros modificados para velocidade e capacidade de carga.
Casos de envenenamento por metanol já ocorreram quando o metanol é usado para adulterar bebidas como moonshine.
Muitos países estabelecem lei específica contra dirigir alcoolizado (DUI/DWI). É crime conduzir veículo sob efeito de álcool ou outras drogas.
Leis sobre embriaguez em público variam, podendo incluir perturbação da ordem, proibição de contêineres abertos ou de beber em locais públicos.

## Efeitos do álcool na saúde
Álcool é um depressor, que em doses baixas gera euforia, reduz ansiedade e aumenta sociabilidade. Em doses elevadas, produz embriaguez, estupor, inconsciência ou até morte. Meta-análises atuais indicam que mesmo o consumo baixo não traz benefícios e que o consumo crescente (excedendo 2 doses diárias para mulheres e 3 para homens) eleva os riscos à saúde e à mortalidade.
Efeitos de curto prazo variam de euforia a intoxicação alcoólica, incluindo perda de habilidades motoras, estupor e amnésia anterógrada (“apagão”), podendo chegar à depressão do sistema nervoso central. O álcool atravessa facilmente as membranas celulares e pode piorar problemas de sono. Após a interrupção, distúrbios residuais no sono são grandes preditores de recaída. O uso prolongado pode levar a um transtorno por uso de álcool, dependência física e aumentar o risco de doenças cardiovasculares e vários tipos de câncer.

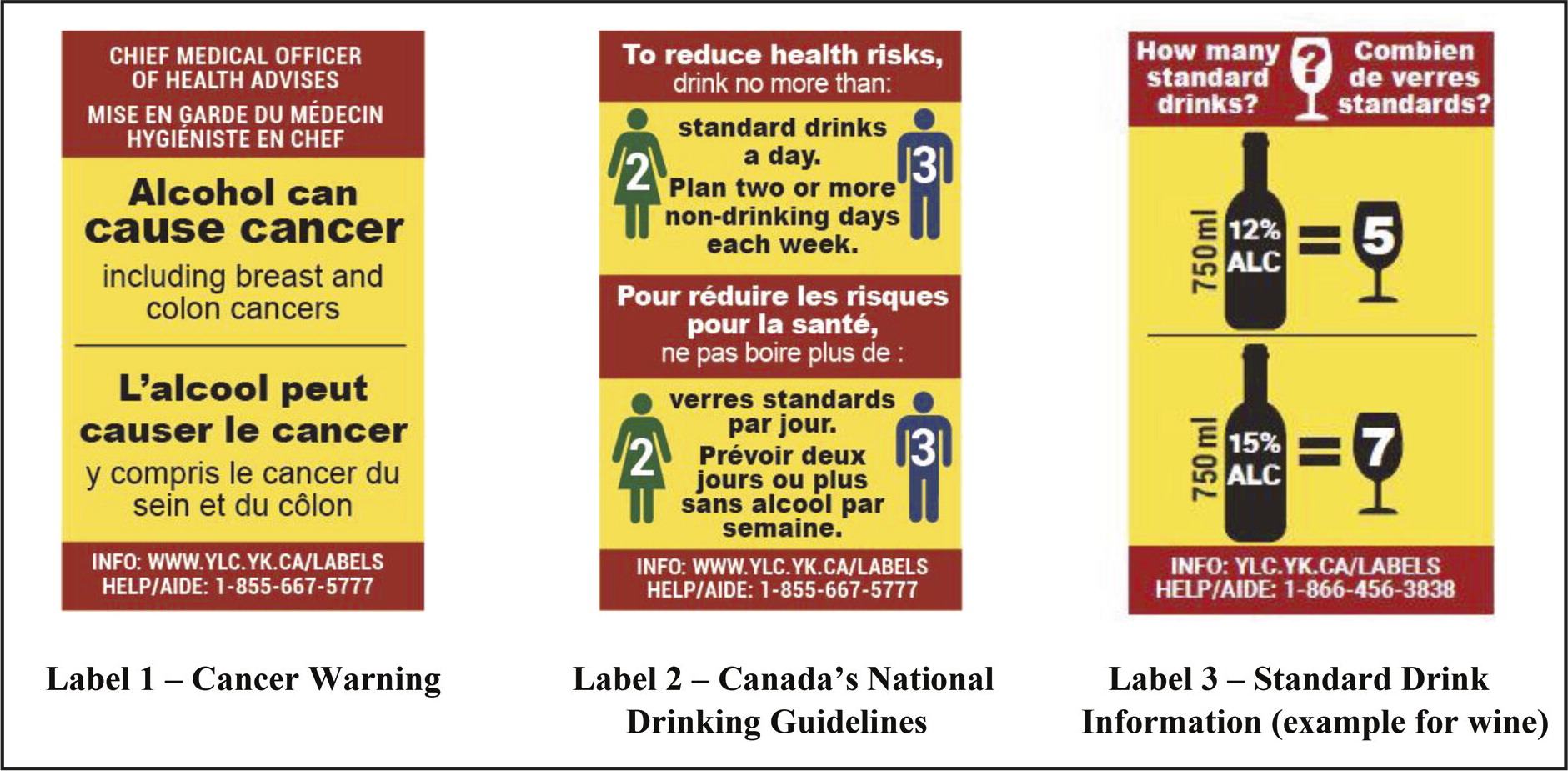
Rótulos de advertência em bebidas alcoólicas (tamanho real 5,0 cm × 3,2 cm cada). Nesta intervenção, foram usados três rótulos em rotação: (a) aviso de câncer, (b) diretrizes nacionais de consumo e (c) informações sobre “dose padrão”.

Alguns países introduziram alertas em embalagens de álcool informando sobre o risco de álcool e câncer ou sobre a síndrome fetal do álcool.
A Agência Internacional para Pesquisa em Câncer lista o etanol como carcinógeno, explicando que “há evidência suficiente da carcinogenicidade do acetaldeído (principal metabólito do etanol) produzido pelo fígado na ingestão de álcool”. A Organização Mundial da Saúde também classifica o álcool como carcinógeno e afirma que não há nível seguro de consumo. A OMS estima que quase metade dos cânceres atribuíveis ao álcool na Região Europeia da OMS esteja ligada a consumo leve ou moderado — definido como “menos de 1,5 litros de vinho ou 3,5 litros de cerveja ou 450 ml de destilado por semana”.